# 隆光

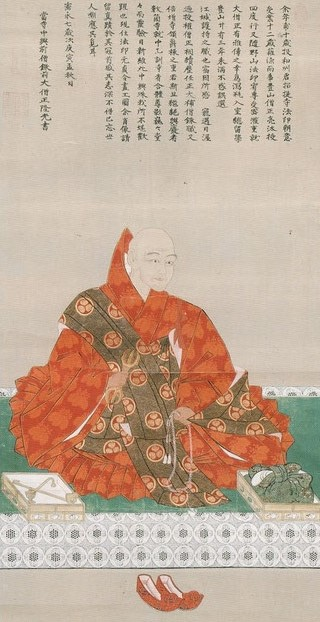
隆光(乙訓寺蔵)

隆光（りゅうこう、慶安2年2月8日（1649年3月20日）- 享保9年6月7日（1724年7月26日））は、江戸時代中期の新義真言宗の僧。出自は大和国の旧家河辺氏。初名は河辺隆長、字（あざな）は栄春。

## 生涯

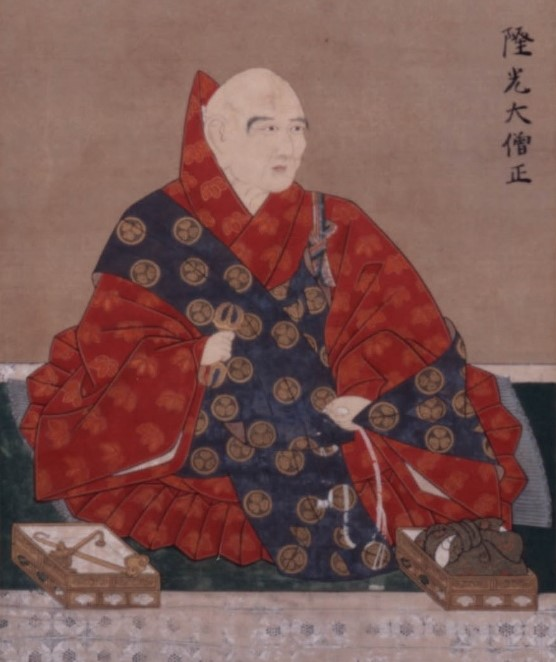
護国寺所蔵の隆光像

1658年（万治元年）仏門に入り、長谷寺・唐招提寺で修学した後、奈良・醍醐で密教を修め、儒学・老荘をも学んだ。1686年（貞享3年）5代将軍徳川綱吉の命により将軍家の祈祷寺である筑波山知足院の住職となったの機に、急速に綱吉の帰依を得た。10月3日に江戸城黒書院で安鎮法を修している。1688年（元禄元年）には知足院を神田橋外に移して護持院と改称してその開山となった。1695年（元禄8年）には新義真言宗の僧では初めて大僧正となっている。宝永4年2月25日隠居し、駿河台成満院へ転住する。
しかし、綱吉の死去と共に失脚。宝永6年（1709年）には江戸城への登城を禁じられ、筑波山知足院への復帰願いも認められず、失意の内に大和に帰郷し没したという。墓所は大阪府羽曳野市と奈良市の佐紀幼稚園裏の2カ所にある。
綱吉及び綱吉の生母桂昌院の寵を受け、生類憐れみの令を発令することを勧めたとされていたが、生類憐れみ政策の研究が進むと政策が開始された時期は貞享2年以前と考えられており、隆光主因説は後退している。また、京・奈良の寺社の再建を綱吉・桂昌院親子に奨めた人物でもあり、幕府の財政悪化の遠因ともなった。

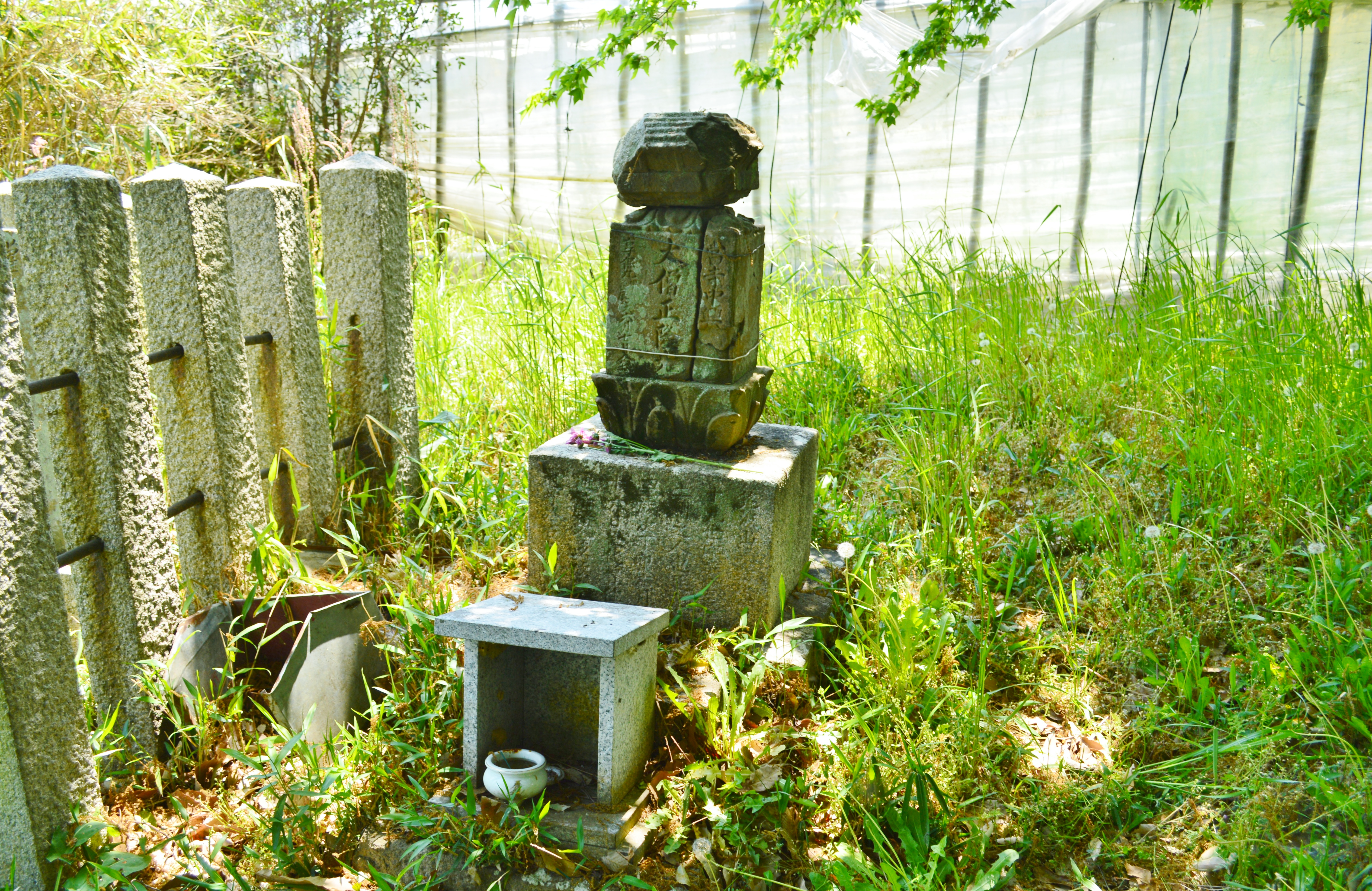
羽曳野市の墓

### テレビドラマ
- 大奥（関西テレビ、1968年、演：夏目俊二→南原宏治）
- 大奥（関西テレビ、1983年、演：日下武史）
- 八代将軍吉宗（NHK総合、1995年、演：磯部勉）
- 元禄繚乱（NHK総合、1999年、演：篠井英介）
- 大奥〜華の乱〜（フジテレビ、2005年、演：火野正平）
- 大奥〜誕生［有功・家光篇］（TBS、2012年、演：又吉直樹〈ピース〉）
- 新解釈・日本史（TBS、2014年、演：若葉竜也）
- 水戸黄門 スペシャル(2015年)（TBS、C.A.L、2015年、演：原口剛）
- 大奥（NHK総合、2023年、演：山本學）

### 映画
- 大奥〜永遠〜［右衛門佐・綱吉篇］（2012年、演：堺正章）